# Паунцгаузен
Паунцгаузен (нім. Paunzhausen) — громада в Німеччині, розташована в землі Баварія. Підпорядковується адміністративному округу Верхня Баварія. Входить до складу району Фрайзінг. Складова частина об'єднання громад Аллерсгаузен.
Площа — 12,73 км2. Населення становить 1529 ос. (станом на 31 грудня 2020).